# Dobránszky Zsuzsanna
Dobránszky Zsuzsanna (Munkács, 1941. október 11. – Budapest, 2019. november 7.) magyar opera-énekesnő (drámai szoprán). 
Férje Miller Lajos operaénekes. Testvére Dobránszky Zoltán színművész. Fia Miller Zoltán színész, énekes. Unokája Miller Dávid színész, énekes.

## Élete
1961 és 1967 között a budapesti Zeneakadémián Révhegyi Ferencné és Kutrucz Éva növendéke volt. Itt ismerkedett meg későbbi férjével, Miller Lajossal.
1967-től az Operaház ösztöndíjasa, 1969-től rendes tagja volt. 1967. november 1-jén a Don Carlos mennyei hangjaként debütált. Repertoárja zömmel drámai szoprán szólamokból állt. Már pályája elején olyan főszerepeket énekelt, mint az Álarcosbál Ameliája, vagy a Turandot címszerepe. 1985. március 16-án lépett utoljára színpadra Ortlindeként, de 1988-ig a társulat tagja maradt.

## Szerepei
- George Gershwin: Porgy és Bess – Clara
- Pietro Mascagni: Parasztbecsület – Santuzza
- Claudio Monteverdi: Poppea megkoronázása – Virtus
- Giacomo Puccini: Turandot – címszerep
- Giacomo Puccini: A köpeny – Szarka néni
- Giacomo Puccini: Angelica nővér – Szigorú nővér
- Giacomo Puccini: Gianni Schicchi – Nella
- Gioachino Rossini: A sevillai borbély – Berta
- Giuseppe Verdi: Nabucco – Anna
- Giuseppe Verdi: A trubadúr – Leonora
- Giuseppe Verdi: Álarcosbál – Amelia
- Giuseppe Verdi: A végzet hatalma – Doña Leonora di Vargas
- Giuseppe Verdi: Don Carlos – Mennyei hang
- Richard Wagner: A walkür – Ortlinde
- Richard Wagner: Istenek alkonya – Harmadik norna